# Pysariwka (obwód połtawski)
Pysariwka (ukr. Писарівка) – wieś na Ukrainie, w obwodzie połtawskim, w rejonie połtawskim, w hromadzie Tereszky. W 2001 liczyła 713 mieszkańców, wśród których 673 wskazało jako ojczysty język ukraiński, 34 rosyjski, 1 mołdawski, 2 białoruski, a 3 inny.